# 五複合正八面體
在幾何學中，五複合正八面體（英語：Compound of five octahedra，又稱為Octahedron 5-Compound），是一種凹多面體，屬於星形多面體。這可以被看作是多面體和星形多面體的複合體。埃德蒙·赫斯在1876年首先描述了該複合體。

## 星形多面體
它是一種星形二十面體，並且是在《五十九種二十面體》中描述的第二個星形多面體，在溫尼爾模型索引中排第23個，並稱其為第一個複合的星形二十面體。
它可以透過由一個菱形三十面體並將所有的面貼上以菱形為底面的錐體，如圖所示由五個不同顏色的模型圖像。

## 複合多面體
五複合正八面體可以視為在二十面體對稱（Ih）下，配置5個正八面體所形成的複合多面體。
同時，五複合正八面體與五複合四面半六面體共用相同的頂點布局、一半的邊和所有三角形面。
| 五複合正八面體 | 五複合四面半六面體 |

## 面化

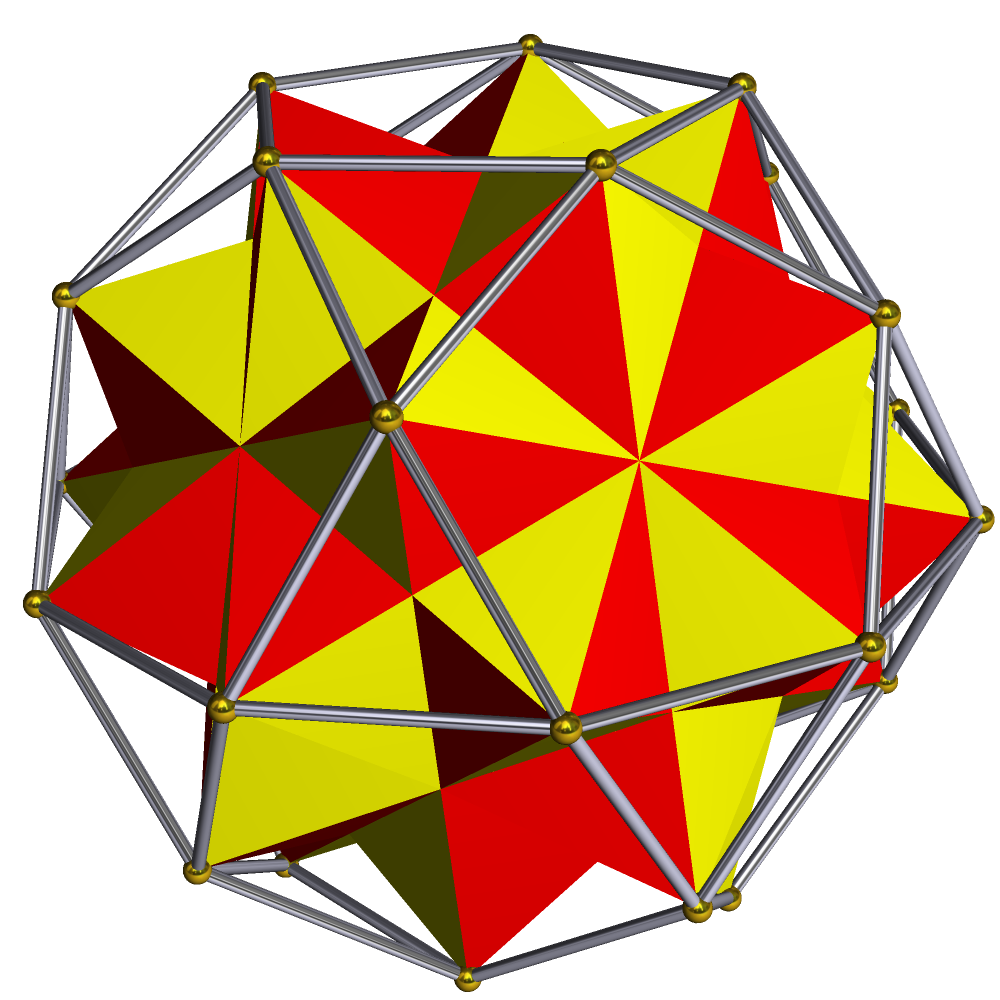
位於截半二十面体內部的5個正八面體。

其面化後會變為截半二十面體，如左圖所示。